# 2 prairial
2 floréal 2 messidor
Le duodi 2 prairial, officiellement dénommé jour de l'hémérocalle, est le 242e jour de l'année du calendrier républicain.
C'était généralement le 21e jour du mois de mai dans le calendrier grégorien.